# Ігнатієво
Ігна́тієво (болг. Игнатиево) — місто в Варненській області Болгарії. Входить до складу общини Аксаково.

## Населення
За даними перепису населення 2011 року у місті проживали 3979 осіб.
Національний склад населення міста:
| Національність   | Кількість осіб | Відсоток |
| ---------------- | -------------- | -------- |
| болгари          | 2057           | 60,9%    |
| цигани           | 450            | 13,3%    |
| турки            | 76             | 2,3%     |
| інша             | 752            | 22,3%    |
| не визначились   | 42             | 1,2%     |
| Всього відповіли | 3377           |          |

Розподіл населення за віком у 2011 році:
Динаміка населення: